# ألكس رودريغيز
ألكس رودريغيز (بالفرنسية: Alex Rodríguez)‏ هو مونتير فرنسي، ولد في 18 مايو 1971 في سان مارتان ديريس في فرنسا.

## وصلات خارجية
- ألكس رودريغيز على موقع IMDb (الإنجليزية)
- ألكس رودريغيز على موقع ألو سيني (الفرنسية)
- ألكس رودريغيز على موقع أول موفي (الإنجليزية)
- ألكس رودريغيز على موقع قاعدة بيانات الأفلام السويدية (السويدية)
- ألكس رودريغيز على موقع قاعدة بيانات الفيلم (الإنجليزية)
- ألكس رودريغيز على موقع كينوبويسك (الروسية)